# Pseudo-Hurler-Polydystrophie
Die Pseudo-Hurler-Polydystrophie ist eine seltene angeborene Erkrankung (Stoffwechselstörung), eine Form der Mukolipidose und gehört damit zu den Lysosomalen Speicherkrankheiten. Hauptmerkmale sind Dystrophie und Skelettveränderungen mit Kleinwuchs und eingeschränkter Beweglichkeit in den Gelenken.
Das Krankheitsbild ähnelt einer milden Form des Morbus Hurler („Pseudo-Hurler“).
Synonyme sind: Mukolipidose Typ 3; ML 3; ML III
Die Erstbeschreibung stammt aus dem Jahre 1966 durch die französischen Pädiater Pierre Maroteaux & Maurice Emile Joseph Lamy (1895–1975).

## Verbreitung
Die Häufigkeit wird mit 2 bis 10 auf 1.000.000 angegeben, die Vererbung erfolgt autosomal-rezessiv.

## Ursache
Je nach zugrunde liegender Mutation können folgende Subtypen unterschieden werden:
- Alpha/beta mit Mutationen im GNPTAB-Gen auf Chromosom 12 Genort q23.2.[5][6]
- Gamma mit Mutationen im GNPTAG-Gen auf Chromosom 16 an p13.3.[7][8]

Beide Gene kodieren für die Aktivität des Enzyms N-Acetylglucosamin-1-Phosphotransferase, das den ersten Schritt der Bildung von Mannose-6-phosphat (M6P) an spezifischen lysosomalen löslichen Hydrolasen katalysiert. Die Mutationen führen zum Enzymmangel mit gestörtem Stoffwechsel von Glykosaminoglykanen, Glykolipiden und Glykoproteinen und dem Ergebnis einer Anhäufung der Enzyme im Gewebe, besonders in Bindegewebe, Knorpel, Knochen und Bändern.

## Klinische Erscheinungen
Klinische Kriterien sind:
- Manifestation im Kindesalter
- Minderwuchs
- Gesichtsdysmorphie
- Skelettveränderungen mit eingeschränkter Beweglichkeit, besonders an den Händen, Gelenkkontrakturen, gehäuft Hüftdysplasie
- oft feinfleckige Hornhauttrübungen
- mitunter Hepatosplenomegalie
- keine erhöhten Mukopolysaccharide (Glykosaminoglykane) im Urin
- langsamerer Verlauf als beim Morbus Hunter

## Diagnose
Die Diagnose beruht auf den Befunden klinischer und radiologischer Untersuchung mit zunehmender Osteopenie und Multipler Dysostose. Die Aktivität lysosomaler Enzyme ist im Blutplasma erhöht und in den Fibroblasten erniedrigt. Der humangenetische Nachweis der Mutation bestätigt die Diagnose.

## Differentialdiagnose
Abzugrenzen sind die verschiedenen Formen der Mukopolysaccharidose, die α-Mannosidose, die infantile Form der Sialinsäure-Speicherkrankheit, Multipler Sulfatase-Mangel, Multiple epiphysäre Dysplasie, kindliche Progressive Pseudorheumatoide Arthropathie, Chondrodysplasia punctata und Rheumatoide Arthritis.

## Therapie
Eine ursächliche Behandlung ist derzeit nicht bekannt.

## Aussichten
Der Ausprägungsgrad und die Geschwindigkeit der Verschlechterungen können sehr unterschiedlich sein.